# Zlata mrzlica (film)
Zlata mrzlica (angleško The Gold Rush) je ameriški nemi komični film, za katerega je Charlie Chaplin napisal scenarij, ga produciral, režiral in v njem odigral glavno vlogo kot Potepuh. V stranskih vlogah nastopajo Georgia Hale, Mack Swain, Tom Murray, Henry Bergman in Malcolm Waite. Chaplin je večkrat razkril svojo željo, da bi se ga ljudje spominjali po tem filmu. Čeprav gre prvotno za nemi film, je bila ponovna izdaja iz leta 1942 nominirana za Oskarja za najboljšo izvirno glasbeno podlago. Prvotna različica filma iz leta 1925 je od leta 1953 v javni lasti.

## Zgodba
Potepuh (Charlie Chaplin) potuje v Jukon, da bi sodeloval v klondiški zlati mrzlici. Slabo vreme ga prisili na bivanje v odmaknjeni koči z Velikim Jimom, iskalcem zlata (Mack Swain), ki je našel veliko nahajališče, in ubežnikom Črnim Larsenom (Tom Murray). Po tem se poslovijo, ob tem se Veliki Jim in Črni Larsen spreta o lastništvu pravic do nahajališča. Veliki Jim utrpi udarec v glavno, Black Larsen pa umre ob padcu s pečine. Sčasoma se Potepuh znajde v mestu, ki ga je zajela zlata mrzlica, kjer se dokončno odloči prenehati z iskanjem zlata.
Dobi službo kot skrbnik koče enega od iskalcev zlata in se zaljubi v osamljeno barsko dekle (Georgia Hale), za katero zmotno misli, da se je zaljubila vanj. Kmalu ga preseneti Veliki Jim, ki po udarcu trpi za izgubo spomina in ga potrebuje, da bi mu pomagal najti nahajališče zlata in prvotno kočo.
Eden od prizorov, spremenjenih ob ponovni izdaji leta 1942, je da Potepuh ne najde sporočila Georgie, za katero zmotno misli, da je zanj, ampak mu ga sama izroči. Druga večja sprememba je konec filma, v katerem da na novo obogateli Potepuh Georgii dolg poljub na ladijski palubi; zvočna različica filma se konča pred tem. Zdaj imata romantični trenutek pri starem domu.

## Igralska zasedba
- Charlie Chaplin kot Potepuh (naveden kot osamljeni iskalec zlata)
- Georgia Hale kot Georgia
- Mack Swain kot Veliki Jim McKay
- Tom Murray as Črni Larsen
- Malcolm Waite kot Jack Cameron
- Henry Bergman kot Hank Curtis

## Ozadje
Lita Grey je bila prvotno izbrana za glavno žensko vlogo. Chaplin se je z njo poročil sredi leta 1924, v filmu pa jo nadomestil z Georgio Hale. Čeprav obstajajo fotografije Greyeve v tej svoji, pa v dokumentarnih filmih, kot sta Unknown Chaplin in Chaplin Today: The Gold Rush ni prikazanih njenih posnetkov, kar nakazuje, da se niso ohranili.
Chaplin je poskušal posneti več prizorov v bližini Truckeeja v začetku leta 1924. Večino treh prizorov ni bilo uporabljenih v filmu (tudi kako ga Veliki Jim lovi po snegu, v filmu ga je lovil le okoli koče), uporabil je le uvodni prizor. Preostanek filma je bil posnet na kolisah in scenah Chaplinovega hollywoodskega studia, kjer so postavili tudi izpopolnjene klondiške scene.
V dokumentarnem filmu Unknown Chaplin je Halova razkrila, da je bila malikovala Chaplina od otroštva in da zaključni prizor v prvotni različici filma, v katerem se poljubita, odraža stanje njunega odnosa v tistem času (Chaplinov zakon z Lito Grey je propadel med produkcijo filma). Svoj odnos s Chaplinom je razkrila tudi v svojih spominih Charlie Chaplin: Intimate Close-Ups. Chaplin je v času premiere filma dejal, da je to film, po katerem si naj ga ljudje spominjajo.

### Ponovna izdaja 1942
Leta 1942 je Chaplin izdaj novo različico Zlate mrzlice, na prvotni nemi film je napisal in posnel glasbeno podlago in glas pripovedovalca, zaključek pa skrajšal, zaradi česar je bil film nekaj minit krajši. Krajši je bil tudi zaradi predvajanja filma v običajni hitrostni za zvočne filme, to je 24 sličic na sekundo, kajti kot večina nemih filmov je bil prvotno predvajan počasneje. Poleg odstranitve poljuba je izločil tudi podzgodbo, v kateri ga je Georgien spremljevalec Jack prepričal, da je Georgia zaljubljena vanj. Nova glasbena podlaga Maxa Terra, posneta s strani Jamesa L. Fieldsa, je bila leta 1943 nominirana za Oskarja za najboljšo izvirno glasbeno podlago.
To je bil prvi Chaplinov nemi film, ki ga je na tak način pretvoril v zvočni film. Kasneje je na podoben način ponovno izdal še filme Romar (1959 kot del The Chaplin Revue) ter v sedemdesetih letih Deček, Parižanka in Cirkus. Kot je razkrito v DVD izdaji iz leta 2003, je ponovna izdaja filma služila tudi za ohranitev posnetkov prvotnega filma, saj posnetek filma iz leta 1925 kaže vidne znake degradacije slike in manjkajoče sličice, kar ni prizadelo različico iz leta 1942.

## Sprejem
Prvotna različica filma iz leta 1925 je bila pri kritikih večinsko dobro sprejeta. Mordaunt Hall je v New York Timesu zapisal:
Tu imamo komedijo, ki kipi od poetičnosti, čustvene note in nežnosti, povezanih z osornostjo in razposajenostjo. Je izstopajoči diamant med vsemi Chaplinovimi filmi, saj je še bolj premišljen in izviren od takih mojstrovin komedije, ko sta Deček in Puško na rame.
Leta 1958 so ga kritiki na bruseljskem svetovnem zasedanju postavili za drugi najboljši film v zgodovini, za Oklepnico Potjomkin Sergeja Eisensteina. Leta 1992 ga je ameriška Kongresna knjižnica izbrala za ohranitev v okviru Narodnega filmskega registra zaradi svoje »kulturne, zgodovinske ali estetske vrednosti«.

## Avtorske pravice in posnetki
Leta 1953 je prvotna različica filma iz leta 1925 postala javna last v ZDA, saj Chaplin ni obnovil avtorske zaščite v 28-ih letih po objavi filma v skladu s takratnim ameriškim zakonom o avtorskih pravicah. Kot tak je bil film na v ZDA zelo razširjen na nosilcih za predvajanje doma. Od tedaj si je Chaplinov krog prizadeval za blokado neavtoriziranih različic filma v ZDA s trditvijo, da je po zakonu URAA/GATT ta ameriški film podvržen avtorski zaščiti pod britanskimi avtorskimi pravicami in da je njegov položaj kot britanski film upravičen, ker je bil prvotno zaščiten pod imenom Charlieja Chaplina, ki je ostal v vseh štirih desetletjih snemanja filmov ZDA britanski državljan. Toda specialistična spletna stran copyrightdata.com trdi, da je bil film premierno predvajan v ZDA, zato ne more biti predmet povratne avtorske zaščite po ameriškem zakonu 104A(h)(6)(D), presegel je tudi tridesetdnevno pravilo (več kot trideset dni pred predvajanjem v ZDA in Veliki Britaniji), zato ne more biti predmet povratne državne avtorske zaščite. Pod avtorsko zaščito je ponovna izdaja iz leta 1942, ki vsebuje glasbeno podlago in govorjeni dialog.